# Jozef Oostfries
Jozef Oostfries (Hoorn, 1628 – aldaar, 18 oktober 1661) was een Noord-Nederlandse glasschilder uit de Gouden Eeuw.
Jozef was de zoon van Siewert Oostfries. Hij leerde het vak onder leiding van de glasschilder Jan Maertensz. Engelsman. Vanaf 1645 was Jozef actief als glasschilder in zijn geboortestad. Hij heeft tot aan zijn overlijden in Hoorn en omgeving verschillende kerken van gebrandschilderd glas voorzien.
Naast zijn werk als glasschilder was Jozef ook een leraar in zijn vakgebied. Hij onderwees zijn zus Catharina Oostfries, evenals Jan Jansz. Slob, die met zijn zus Heiltje trouwde.
- Biografisch Portaal: 96253222
- Digitale Bibliotheek voor de Nederlandse Letteren: oost103